# Glycaspis hadlingtoni
Glycaspis hadlingtoni är en insektsart som beskrevs av Moore 1970. Glycaspis hadlingtoni ingår i släktet Glycaspis och familjen rundbladloppor. Inga underarter finns listade i Catalogue of Life.